# تاكافومي كانازاوا
تاكافومي كانازاوا (باليابانية: 金澤 崇文) (25 أبريل 1981 في هيتاتشي في اليابان – )؛ هو لاعب كرة قدم ياباني سابق كان يلعب كمدافع.

## وصلات خارجية
- تاكافومي كانازاوا على موقع رابطة كرة القدم اليابانية للمحترفين (اليابانية)